# Mistrzostwa Europy Juniorów w Saneczkarstwie 1989
31. Mistrzostwa Europy juniorów w saneczkarstwie 1989 odbyły się 18 stycznia w Igls, w Austrii. W tej miejscowości mistrzostwa rozegrano po raz czwarty (poprzednio w 1966, 1977  i 1983). Były to ostatnie mistrzostwo przed ponad dwudziestoletnią przerwą. Rozegrane zostały trzy konkurencje: jedynki kobiet, jedynki mężczyzn oraz dwójki mężczyzn. W klasyfikacji medalowej najlepsi byli reprezentanci Włoch i ZSRR.

## Terminarz
| Data             | Miejscowość | Konkurencja      | Złoto                        | Srebro                              | Brąz                              |
| ---------------- | ----------- | ---------------- | ---------------------------- | ----------------------------------- | --------------------------------- |
| 18 stycznia 1989 | Igls        | Jedynki kobiet   | Andrea Tagwerker             | Jean Roos                           | Margit Paar                       |
| 18 stycznia 1989 | Igls        | Jedynki mężczyzn | Gerhard Plankensteiner       | Wilfried Huber                      | Alexander Bau                     |
| 18 stycznia 1989 | Igls        | Dwójki mężczyzn  | Andriej Nowickij Igor Ławrow | Lewan Tibiłow Kacha Wachtangiszwili | Mario Langenhan Andreas Bernhardt |

## Wyniki

### Jedynki kobiet
- Data / Początek: Środa 18 stycznia 1989

| Medal | Zawodniczka             | Narodowość     |
| ----- | ----------------------- | -------------- |
|       | Andrea Tagwerker        | Austria        |
|       | Jean Roos               | NRD            |
|       | Margit Paar             | RFN            |
| 4.    | Petra Matechová         | Czechosłowacja |
| 5.    | Silke Kraushaar-Pielach | NRD            |
| 6.    | Barbara Niedernhuber    | RFN            |
| 7.    | Irina Gubkina           | ZSRR           |
| 8.    | Doris Neuner            | Austria        |
| 9.    | Anke Döring             | NRD            |
| 10.   | Natalia Jakuszczenko    | ZSRR           |

### Jedynki mężczyzn
- Data / Początek: Środa 18 stycznia 1989

| Medal | Zawodnik               | Narodowość        |
| ----- | ---------------------- | ----------------- |
|       | Gerhard Plankensteiner | Włochy            |
|       | Wilfried Huber         | Włochy            |
|       | Alexander Bau          | NRD               |
| 4.    | Dietmar Pirnhofer      | Włochy            |
| 5.    | Mario Tomaselli        | Austria           |
| 6.    | Michael Schlehstein    | NRD               |
| 7.    | Andriej Roszkow        | ZSRR              |
| 8.    | Daniel Pay             | Stany Zjednoczone |
| 9.    | Josef Leitgeb          | Austria           |
| 10.   | Armin Zöggeler         | Włochy            |

### Dwójki mężczyzn
- Data / Początek: Środa 18 stycznia 1989

| Medal | Zawodnik                             | Narodowość     |
| ----- | ------------------------------------ | -------------- |
|       | Andriej Nowickij Igor Ławrow         | ZSRR           |
|       | Lewan Tibiłow Kacha Wachtangiszwili  | ZSRR           |
|       | Mario Langenhan Andreas Bernhardt    | NRD            |
| 4.    | Anatolij Sawrasow Paweł Filippow     | ZSRR           |
| 5.    | Steffen Skel Steffen Wöller          | NRD            |
| 6.    | Yves Mankel Thomas Rudolph           | NRD            |
| 7.    | Thomas Holm Marco Wagner             | RFN            |
| 8.    | Radek Seffer Jan Kohoutek            | Czechosłowacja |
| 9.    | Dietmar Pirnhofer Oswald Haselrieder | Włochy         |
| 10.   | Toivo Halvorsen Morten Paulsen       | Norwegia       |
| 11.   | Mathias Ehrlund Karl Lundqvist       | Szwecja        |
| 12.   | Anders Söderberg Mika Kotanen        | Szwecja        |
| 13.   | Erich Mayregger Hannes Egger         | Austria        |

## Klasyfikacja medalowa
| Miejsce | Państwo |   |   |   | Razem |
| ------- | ------- | - | - | - | ----- |
| 1.      | Włochy  | 1 | 1 | 0 | 2     |
| 1.      | ZSRR    | 1 | 1 | 0 | 2     |
| 3.      | Austria | 1 | 0 | 0 | 1     |
| 4.      | NRD     | 0 | 1 | 2 | 3     |
| 5.      | RFN     | 0 | 0 | 1 | 1     |